# اضطراب الشخصية النرجسية
اضطراب الشخصية النرجسية (بالإنجليزية: Narcissistic personality disorder)، وهو اضطراب مزمن وشامل في الشخصية ولهُ صفاته وملامحه السلوكية، ويصنف كواحد ضمن عشرة اضطرابات للشخصية في الدليل التشخيصي والإحصائي للاضطرابات النفسية DSM IV TR 2000.
في هذا الاضطراب يتضخم فيه شعور الشخص بأهميته وتتولد لديهِ حاجة ماسة لأن يكون موضع الإعجاب عند الجميع، وتتدنى لديهِ مشاعر التعاطف مع الآخرين،
ويستعمل المصطلح أيضاً بمعنى حب الذات الطبيعي والاعتيادي المقبول والمطلوب، في قضايا تربوية وحقوقية وقانونية، مثل التعبير عن الذات وحقوقها وحقوق الطفل والمرأة والأقليات والشعوب، وقد يؤدي الظلم والاضطهاد إلى جروح نرجسية عميقة وردود فعل متنوعة عدوانية.

## النرجسية في التحليل النفسي
كان فرويد أول من استخدم مصطلح النرجسية من الناحية النفسية، واستخدمه بمعنى محدد وهو أن لدينا جميعاً رغبات نرجسية أو حب الذات، وهي طبيعية ومن الضروري إشباعها، وأنها تشكل مرحلة من النمو تتطور فيما بعد إلى حب الآخرين، وفي حال عدم إشباع هذه الرغبات يحدث الانكفاء على الذات والتثبت عند مرحلة حب الذات الأولى.
وقد طرح كاوت وكيرنبيرغ Heinz Kohut , Kernberger تفاصيل عن مفهوم النرجسية المرضية من وجهة نظر تحليلية وأنها نتيجة لعلاقة باردة غير متعاطفة وغير ثابتة مع الأبوين في مراحل الطفولة الأولى، وأنها تعويض مرضي على تلك المرحلة، وبين كيرنبيرغر أن اضطراب النرجسية الشديد لايمكن علاجه بينما يمكن علاج الحالات المتوسطة أو الخفيفة.

## اضطرابات الشخصية في الطب النفسي
اضطرابات الشخصية في الطب النفسي تقسم إلى ثلاثة مجموعات تضم المجموعة الأولى: الشخصية الشكاكة Paranoid ،والشخصية الفصامية Schizoid ، والشخصية ذات النمط الفصامي Schizotypal . وتضم المجموعة الثانية: الشخصية المضادة للمجتمع Antisocial ، والشخصية الحدودية Borderline ، والشخصية النرجسية Narcissistic ، والشخصية الهستريائية Histirionic . وتضم المجموعة الثالثة: الشخصية الاعتمادية Dependent ، والشخصية القلقة التجنبية Avoidant ، والشخصية الوسواسية القهرية Obsessive compulsive .
و تتميز كل شخصية بصفات محددة وسلوكيات ويبدو أن الشخصيات في كل مجموعة لها بعض القواسم المشتركة لذلك تم تصنيفها معاً.
واضطرابات الشخصية تشخص في المحور الثاني للتشخيص أما المحور الأول فهو يضم التشخيص المرضي العيادي مثل الاكتئاب أو القلق وغير ذلك.. بينما في محور التشخيص الثاني توضع اضطرابات الشخصية وحالة الذكاء مثل التخلف العقلي بدرجاته المتنوعة.

## التشخيص
لتشخيص هذا الاضطراب يتطلب وجود عدة صفات وسلوكيات. وهذه الصفات والسلوكيات قد تكون مستعصية ومزمنة وبعد عمر 18 سنة قد تؤدي إلى مشكلات ومعاناة وصعوبات في التكيف الاجتماعي. ومن هذه الصفات والسلوكيات
- تضخيم قيمة الذات وميزاتها ومهاراتها.
- الانشغال بخيالات النجاحات الباهرة، القوة، الذكاء، الجمال، الحب المثالي.
- الاعتقاد بأنه شخصية متميزة وأنه لايفهمه إلا المتميزون ولايتعامل إلا مع المتميزين.
- يتطلب الإعجاب والإطراء دائماً.
- يعتقد أنه يستحق الامتيازات وأن يعامل بشكل متميز واستثنائي.
- نقص التعاطف مع الآخرين.
- يستغل الآخرين.
- يغار من الآخرين كثيراً أو يعتقد أن الأخرين يغارون منه.
- متبجح ومتغطرس في سلوكه وكلامه.
-الإحساس بالضعف، أنه غير مرغوب فيه
-عدم تقبل النقد والغضب الشديد من النقد واللوم
-عدم تحمل الإحباط
-الانسحاب الاجتماعي أحياناً
-صعوبة التعاون مع الآخرين
-مشكلات مهنية
-البحث عن الاهتمام وإثارة الانتباه
-مشكلات في العلاقات الشخصية.

## الاضطرابات المصاحبة
- الاكتئاب
-التدخين الكثيف واحياناً الإدمانات على المخدرات.
- القمه العصبي.
- يمكن للشخصية الهيستريائية، الحدودية، المضادة للمجتمع والشكاكة أن تترافق معها ”انطوائية

## الأسباب
حالياً لاتزال أسباب اضطراب الشخصية النرجسية غير معروفة على وجه الدقة ولكن هناك عدة نظريات وتفسيرات تشرح سبب نشوئها ومنها:
-حساسية مفرطة منذ الولادة.
- التدخل الزائد من الأهل والتقييم المفرط منهم.
- الإعجاب الزائد وغير الواقعي من الأهل.
- السلوك غير المتوازن وغير المتوقع من الأهل.
- الإيذاء النفسي للطفل.. حيث يساهم ذلك في تكوين ردود فعل خاصة واهتمام زائد بالذات وبحبها.
-الإطراء الزائد من الكبار للصفات الجسمية أو غير الجسمية للطفل.
- التشجيع الزائد للسلوك الجيد والتوبيخ الزائد للسلوك السيئ.
- من الوجهة التحليلية النفسية هناك علاقة مضطربة مع الوالدين حيث يفشل الأبوان في بناء علاقة متعاطفة مع الطفل، وهذا يؤدي إلى شعور الطفل بأنه غير مهم وأنه غير مرتبط بالآخر، ويولد ذلك اعتقاده بأن لديه عيوباً في شخصيته تجعله دون قيمة وغير مرغوب فيه.

## العلاج
يوجد في علاج اضطرابات الشخصية النرجسية عدة طرق مختلفة ويتمحور العلاج النفسى بشكل أساسي ولا يوجد هناك أدوية معينة خاصة بهذه الحالة ولكن بعض مجموعات الأدوية العامة قد تفيد في علاج حالات الاضطراب من هذا النوع مثال مضادات الاكتئاب لتحسين الحالة المزاجية. وأهم أنواع العلاج النفسى الذي يمكن تقديمة: العلاج المعرفى السلوكى: حيث يهدف لاكتشاف الافكار والسلوكيات الخاطئة واستبدالها بأخرى صحية. العلاج الأسرى: حيث تشترك الاسرة كلها في الجلسات بهدف التعرف على المشكلات ومواجهتها. العلاج الجماعي: حيث يتقابل المريض مع أخرين يعانون من نفس المشكلة بهدف تبادل الخبرات. العلاج يتطلب صبر ووقت طويل لأن الشخصية بمكوناتها تترسخ في الأنسان بمرور الوقت ويكون الهدف القصير المدى هو التعامل مع المشكلات الخاصة بالإدمان أو ضعف الثقة بالنفس والهدف طويل المدى أن يتم تغيير القناعات والسلوكيات وإعادة تشكيل الشخصية. تغيير نمط الحياة.